# Letov Š-39

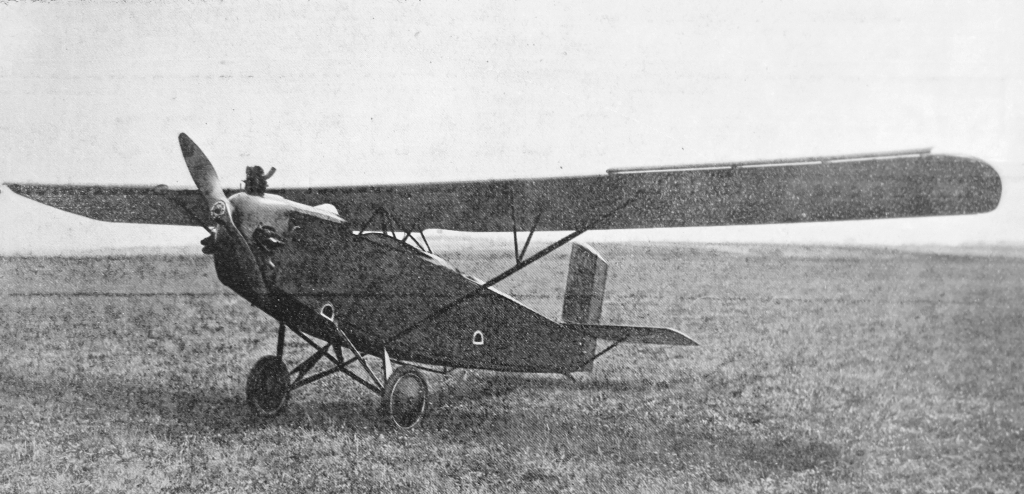
Letov Š-39

De Letov Š-39 is een Tsjechoslowaaks dubbelzits hoogdekker sportvliegtuig gebouwd door Letov. De Š-39 is ontworpen door ingenieur Alois Šmolík. De eerste vlucht vond in 1931 plaats. De piloot en passagier zaten in de Š-39 in tandem in een open cockpit, met de passagier voor de piloot. De wielconfiguratie was traditioneel. De vleugel was vrij laag boven de romp geplaatst met balken ter ondersteuning. Van de eerste serie werden 23 toestellen gebouwd en was bestemd voor Tsjechoslowaakse Aero Clubs, waarna de andere series aangedreven werden met andere motoren.

## Versies
- Š-39: het prototype had een Orion LL-50 motor, in de daarop volgende productie serie, werden de Š-39’s uitgerust met Walter Polaris motoren.
- Š-139: aangedreven met een Pobjoy R luchtgekoelde zevencilinder stermotor met Townend Ring.
- Š-239: aangedreven met een Walter Minor 4-motor.

## Specificaties
- Bemannig: 1, de piloot
- Capaciteit: 1 passagier
- Lengte: 6,14 m
- Spanwijdte: 10,00 m
- Vleugeloppervlak: 14,0 m2
- Leeggewicht: 315 kg
- Startgewicht: 515 kg
- Motor: 1× Walter Polaris, 41 kW (55 pk)
- Maximumsnelheid: 150 km/h
- Plafond: 3 300 m
- Vliegbereik: 480 km
- Klimsnelheid: 2,1 m/s